# 639

## Родени
- Свети Алделм, Стъклопис от абатството Малмсбъри, изобразяващо светеца